# Euphyia adornata
Euphyia adornata là một loài bướm đêm trong họ Geometridae.